# 제임슨붉은바위토끼
제임슨붉은바위토끼(Pronolagus randensis)는 토끼과에 속하는 포유류의 일종이다. 주로 아프리카 대륙 남단에서 발견된다.